# Coelogynopora scalpri
Coelogynopora scalpri är en plattmaskart som beskrevs av Ax och Sopott-Ehlers 1979. Coelogynopora scalpri ingår i släktet Coelogynopora och familjen Coelogynoporidae. Inga underarter finns listade i Catalogue of Life.